# Ukrainische Küche

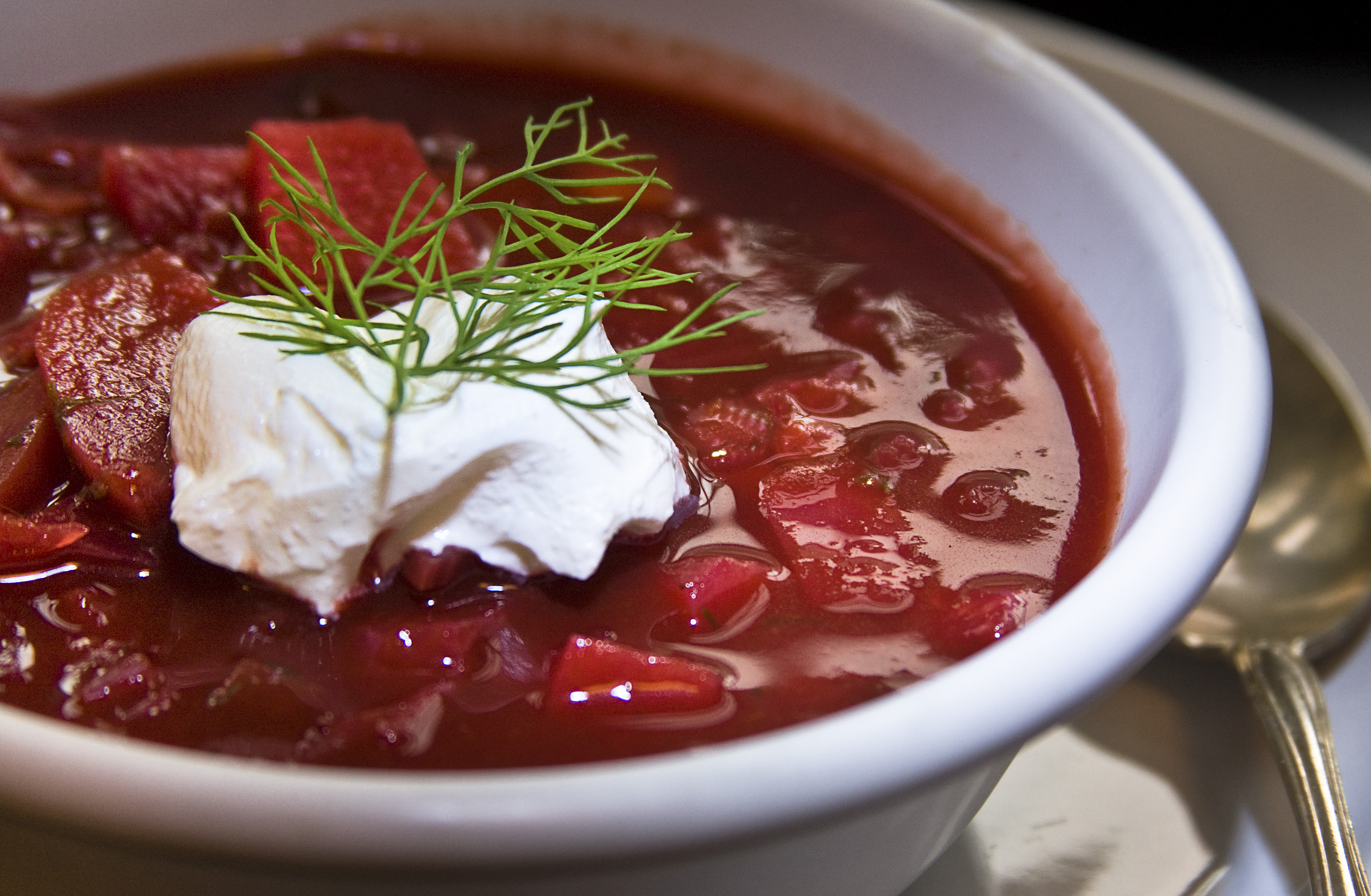
Borschtsch mit Schmand und Dill

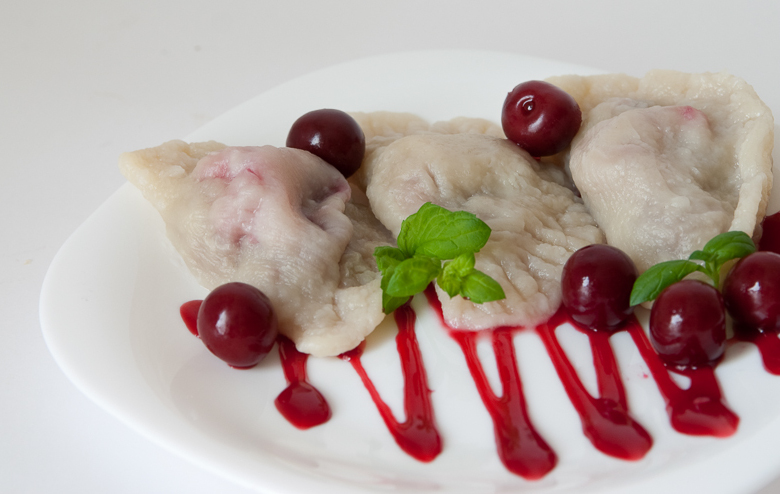
Wareniki

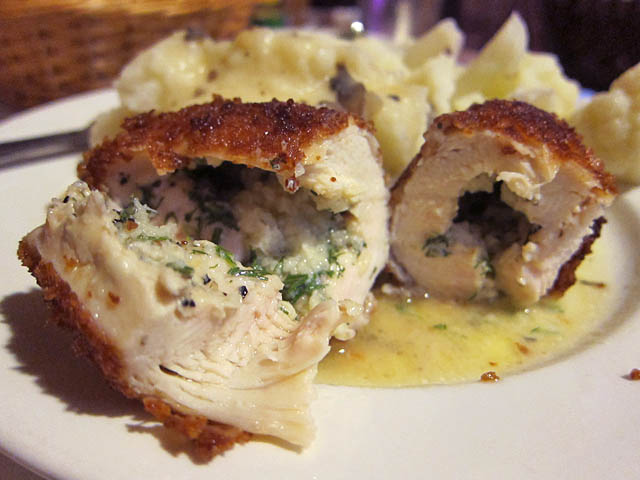
Kiewer Kotelett

Die ukrainische Küche ist die Landesküche der Ukraine. Sie basiert auf der altslawischen Küche und hat im Laufe der Zeit Elemente unterschiedlicher europäischer Küchen aufgenommen, so der russischen, deutschen, türkischen, polnischen und ungarischen Küche. 
Die ukrainische Küche hat wiederum die Nationalküchen von Nachbarländern beeinflusst, unter anderem die polnische und die russische Küche. Durch die ukrainischen Einwanderer in die USA und nach Kanada wurde sie auch in Nordamerika bekannt. Die ukrainische Kochtradition wird in zahlreichen Restaurants in der Ukraine, in Russland und mittlerweile auch in Europa und Nordamerika weitergepflegt. Eine Besonderheit der ukrainischen Küche ist die Vielfalt der verwendeten Lebensmittel wie Kartoffeln, Fleisch, Früchte, Pilze, Beeren und Kräuter. Die bekanntesten Gerichte sind Borschtsch, Soljanka und Wareniki.

## Essgewohnheiten
Alle Mahlzeiten sind eher deftig. Das Hauptgericht des Tages ist warm und wird zur Mittagszeit, d. h. in der Regel gegen 14:00 Uhr gereicht. Es besteht im Allgemeinen aus einer Suppe, dem Hauptgericht und dem Dessert. In der Sommerzeit werden sehr gerne verschiedene Fleischsorten wie Schweinefleisch (Schaschlik), Lamm oder Huhn, aber auch einheimische Gemüsesorten je nach Saison gegrillt und bevorzugt im Freien, z. B. auf der Terrasse oder im Garten, verspeist.

## Trinkgewohnheiten

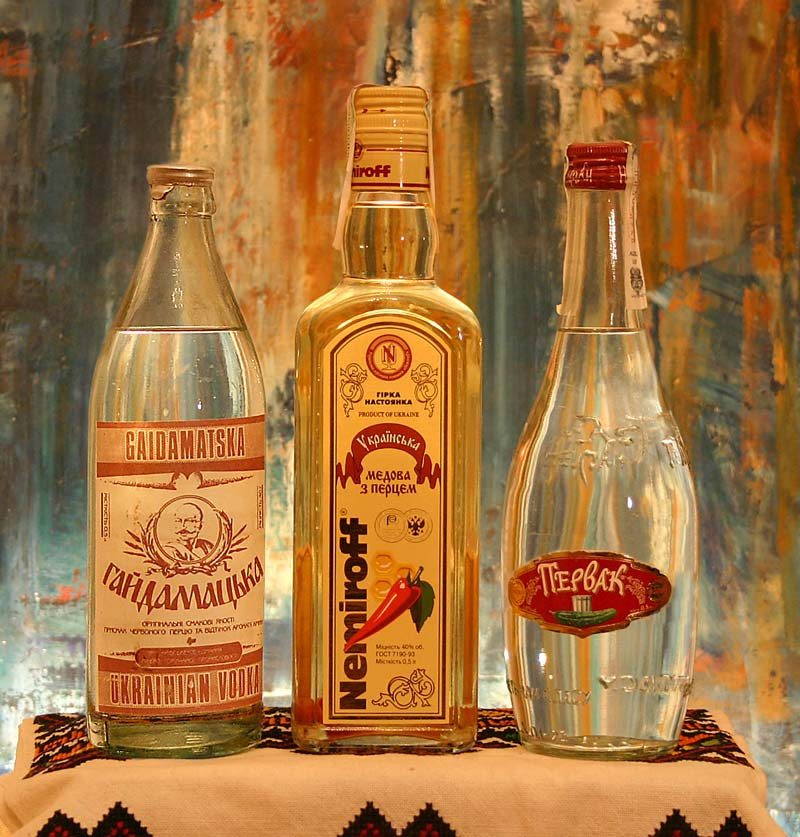
Ukrainischer Vodka

Getrunken wird in der Ukraine viel mehr Tee als Kaffee, nicht nur zum Frühstück, sondern auch am Nachmittag und am Abend. Eine Ausnahme bilden hier die größeren Städte in der Westukraine, wo es vereinzelt noch Wiener Kaffeehäuser gibt. In Lemberg existierte bis zum Ersten Weltkrieg eine Kaffeehauskultur.
Neben Mineralwasser (aus den zahlreichen Quellen wie etwa aus Transkarpatien) gibt es zu den Mahlzeiten häufig Kompottgetränke aus Obst (Uswar, Kompott aus getrockneten Früchten und Honig) und Kwas. Viele Familien, die in den ländlichen Regionen der Ukraine leben, pressen ihren eigenen Fruchtsaft für den Eigengebrauch aus dem Obst, das in ihren Gärten wächst.
An alkoholischen Getränken ist Wodka (ukrainisch: Horilka) traditionell beliebt, obwohl der Verbrauch in den letzten Jahren abgenommen hat. Teilweise werden Spirituosen selber gebrannt; Hausbranntweine (Samogon) sind sehr verbreitet. Bier und Weine einheimischer und europäischer Sorten gewinnen immer mehr an Bedeutung.

## Traditionelle Gerichte

### Suppen

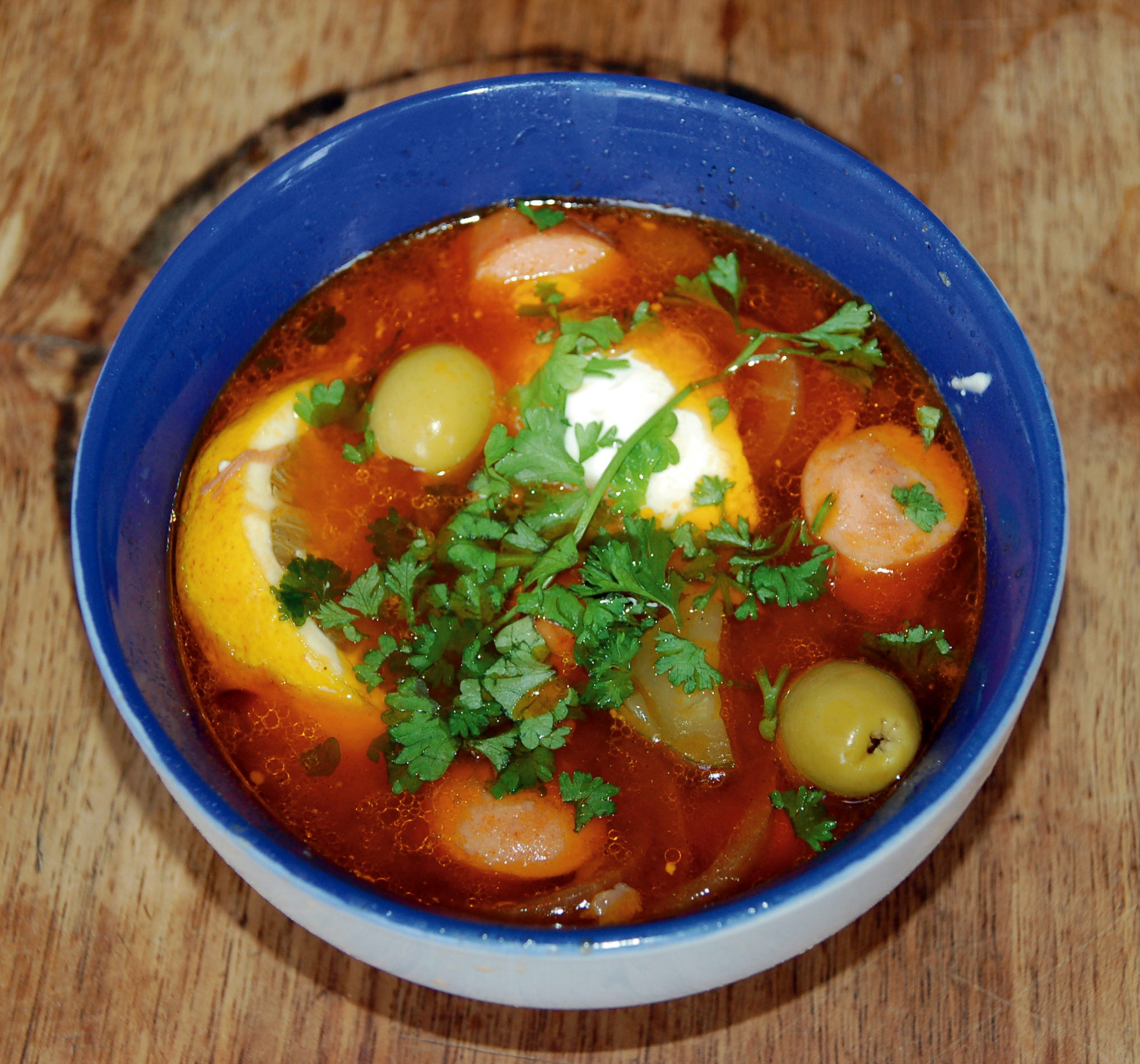
Soljanka mit Oliven und Petersilie

- Borschtsch – Gemüsesuppe (am beliebtesten mit Roter Bete); obwohl Borschtsch ein Bestandteil der polnischen und russischen Küche geworden ist, stammt er aus der Ukraine und wurde von UNESCO zum Immateriellen Kulturerbe erklärt.[2] Der Name stammt vom ukrainischen bzw. altrussischen Burjak (ukrainisch: буряк) = Rote Bete. Es gibt mehr als 30 lokale Sorten von Borschtsch mit recht unterschiedlichen Rezepturen.
- Kapusnjak – Sauerkrauteintopf[3]
- Kholodnyk –  eine kalte Variante des Borschtsch[4]
- Okroschka – eine kalte Suppe mit Kwas.
- Soljanka – dickflüssige, würzige und säuerliche Suppe, die aus 7 verschiedenen Fleischsorten gekocht wird. Ähnlich zur Soljanka sind Kapusnjak und Rassolnik.
- Schtscherba – Fischsuppe angereichert mit verschiedenen Getreidesorten
- Juschka – Fischsuppe aus Süßwasserfischen, üblicherweise mit Karpfen.
- Haluschky – "Kleine Ohren", eine Suppe mit gefüllten Teigtaschen.

### Salate und Vorspeisen

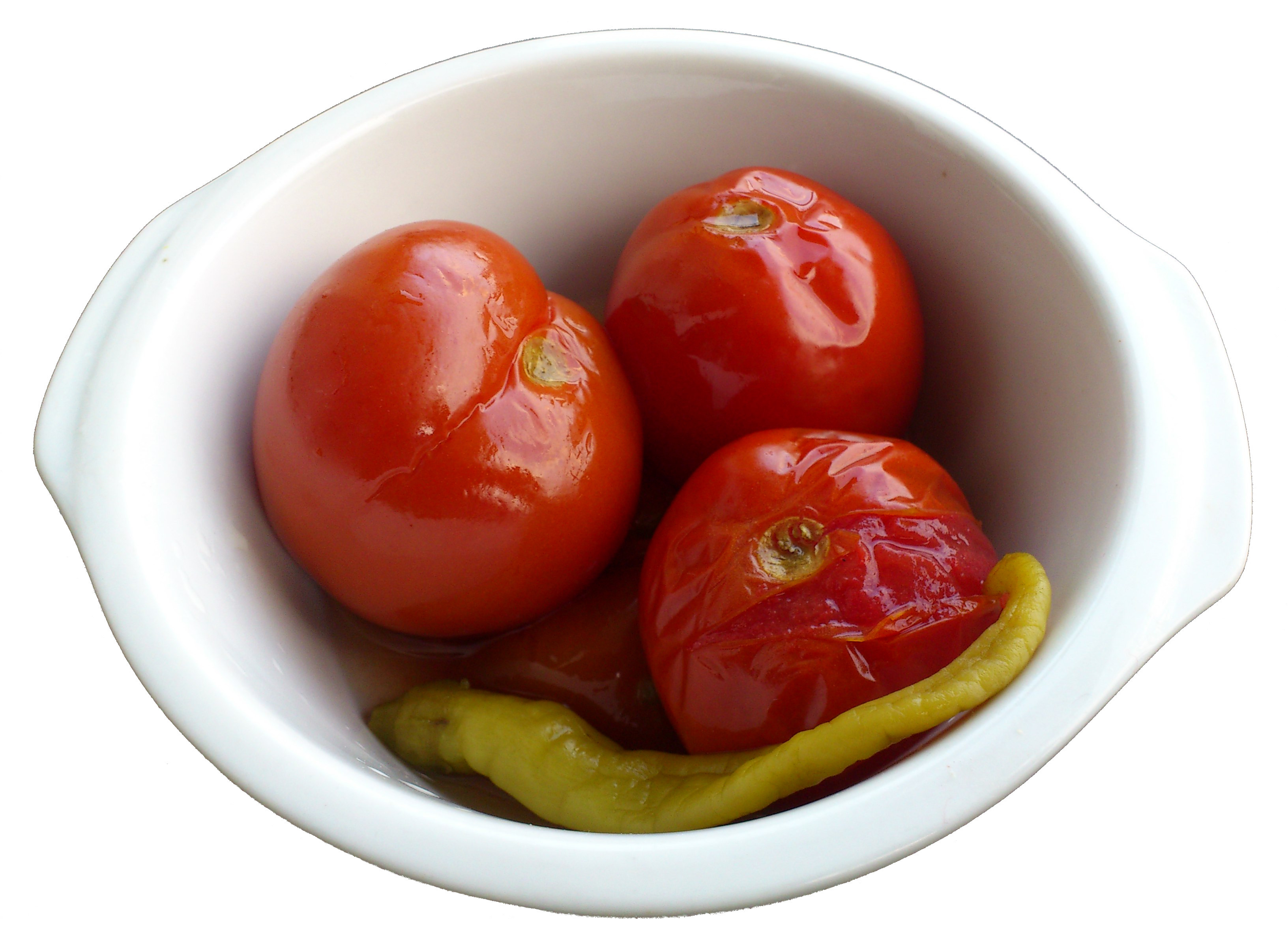
Eingelegte Tomaten

- Oliviersalat – im Westen auch Russischer Salat genannt.
- Vinaigrette – Salat aus verschiedenen Gemüsesorten wie Erbsen, Linsen, Bohnen, Zwiebeln und Pilzen.
- Eingemachtes – Gewürzgurken (Kvasheni Ohirky), Peperoni, Wassermelonen oder Tomaten (Kvasheni Pomidory).
- Kapustianyi – Sauerkraut oder frisch gehobelter Kohl mit Sonnenblumenöl und Essig mariniert, oft auch mit gerösteten Walnüssen oder Sauerkirschen verfeinert.
- Vesnianyi – ein Salat je nach Saison mit frischen Gurken und Tomaten, mit verschiedenen Dressings und mit Dill verfeinert.
- Marinierte Pilze mit kleinen Zwiebeln – Mit Speiseöl und Essig mariniert, je nach Belieben mit Pfeffer, Salz und Zitronensaft verfeinert.
- Cholodez (Xолодець) oder Studenez (Студенец) – ein Gelee, das aus Fleisch hergestellt wird

### Brot
- Sowohl Weiß- als auch Schwarzbrot sind verbreitet.
- Paska – traditionelles, süßes Weißbrot mit Rosinen und Zuckerstreuseln, das zu Ostern (Osterbrot) frisch gebacken wird.
- Babka – ein süßer Hefekuchen mit Rosinen.
- Kolatsch – ein ringförmiges Brot, normalerweise an Weihnachten und zu Feiertagen gegessen. Das Brot ist auf der Oberseite mit einem Kreuz verziert. Der Kolatsch repräsentiert in der Ukraine die Heilige Dreifaltigkeit, den Zyklus des Lebens und die Familie.
- Bubliki – weiche Kringel aus leicht gesüßtem Weißbrotteig.

### Mehlspeisen

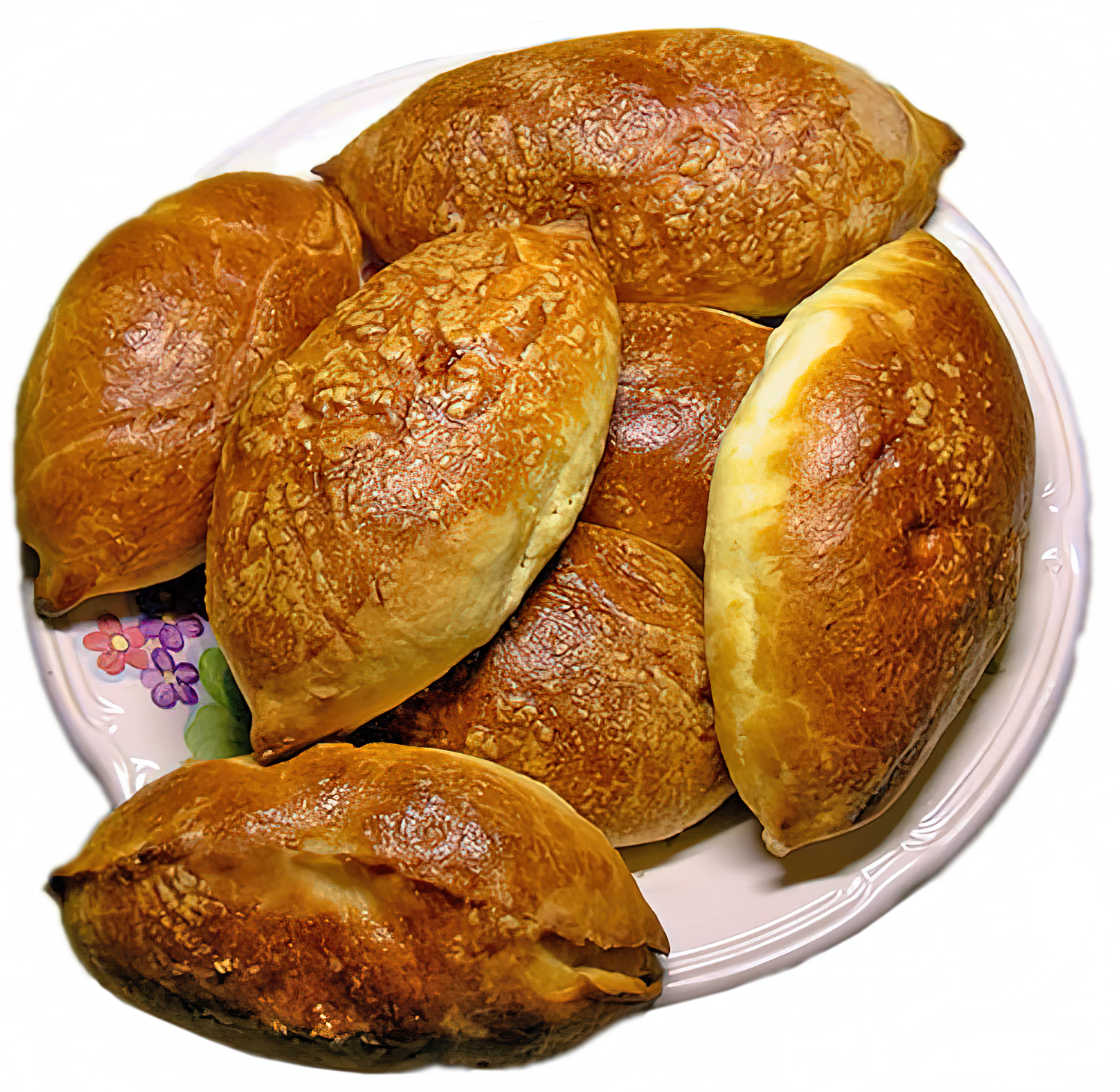
Pyroschky

- Eibrot – in aufgeschlagenen Eiern ausgebackene Brotscheiben.
- Kulesch – Brei aus Getreide, Mehl und Kartoffeln.
- Kutja – eine festliche süße Speise aus Weizen (Graupen), Mohn, Honig, Sultaninen, Nüssen u. a., die zu Weihnachten als Vorspeise gegessen wird.
- Wareniki – gekochte Teigtaschen mit verschiedenen Füllungen, z. B. Kartoffeln, Sauerkraut, Quark, Fleisch, Pilze, Mohn, Obst und Früchte. Wareniki sind ein altes slawisches Gericht im Gegensatz zu den von türkischen Nomaden aus Nordchina mitgebrachten Pelmeni. Durch die Erzählung von Nikolaj Gogol Die Nacht vor Weihnachten sind Wareniki zum Symbol der Völlerei und Faulheit geworden. Dort waren die Wareniki durch Zauberei von ganz allein aus der Schüssel gesprungen, in den Schmand eingetaucht und in den Mund geflogen.
- Pyrohy oder Pyroschky – im Backofen gegarte oder im Fett ausgebackene Teigtaschen mit verschiedenen Füllungen.
- Pampuschky – Süße Krapfen, gefüllt mit Marmelade und mit Puderzucker bestäubt.
- Pelmeni – meist mit Fleisch gefüllte, gekochte Teigtaschen. Im Unterschied zu Wareniki werden Pelmeni mit Rohhackfleisch gefüllt. Die Füllung für Wareniki wird aus gekochtem Fleisch zubereitet.
- Tschebureki – In heißem Fett gebackene Teigtaschen mit Hackfleischfüllung.
- Weitere zahlreiche Teigwaren wie Haluschky, Knödel, Mlynzi oder Werhuny.

### Fleischgerichte
- Drahli – Schweinefleisch in Aspik

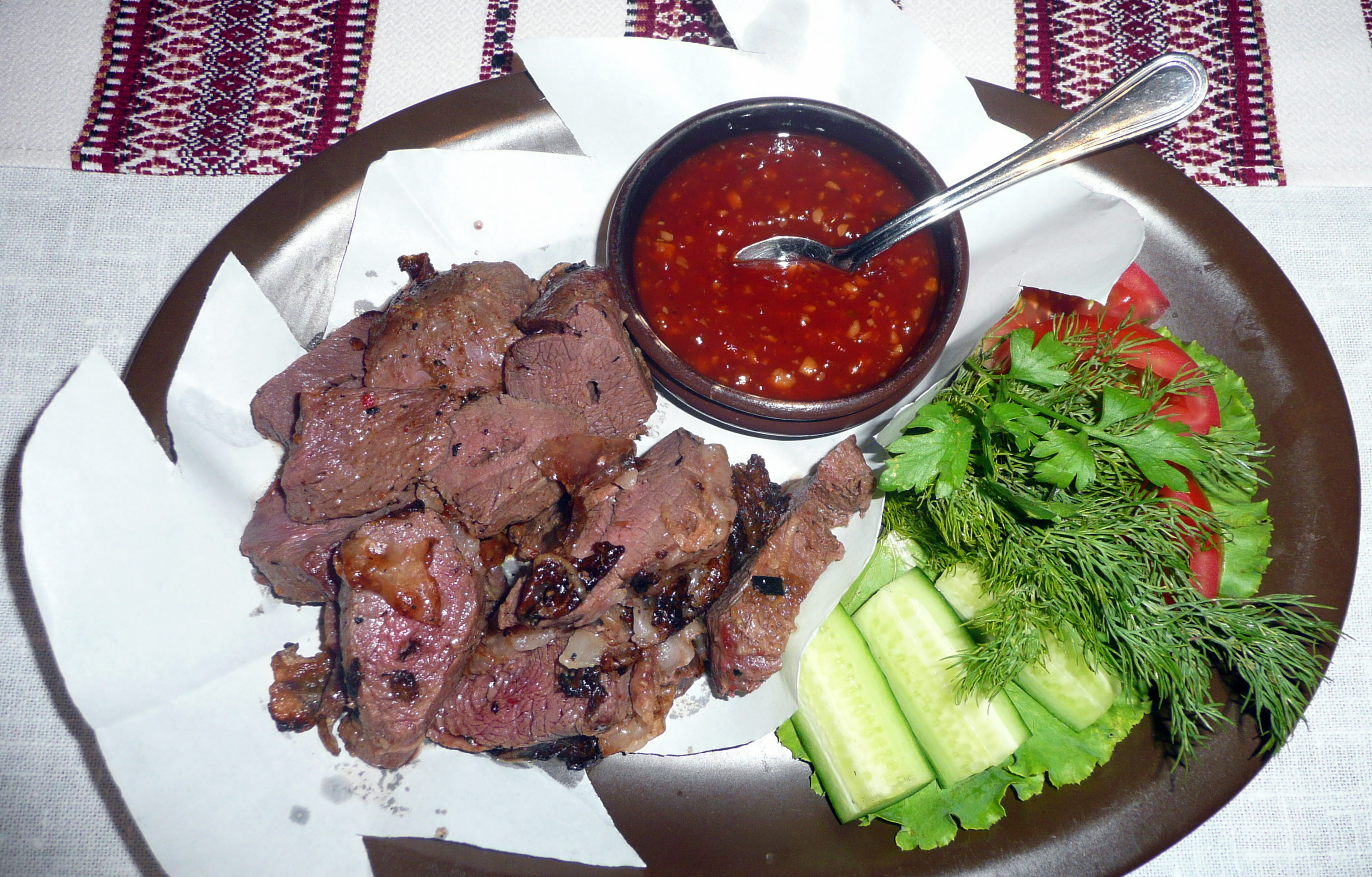
Kosakenschaschlik

- Hretschanyky – Buchweizen-Bratlinge[4]
- Krutschenyky – Fleisch-Röllchen
- Scharkoe – Braten in unterschiedlichsten Ausführungen. Klassisch wird er in kleinen Töpfchen zubereitet und serviert.
- Schpundra – Eintopf mit Roter Bete und Schweinefleisch
- Rouladen aus Fleisch, Kohl (Holubzi-Kohlrouladen, zum Beispiel mit Reis und Hackfleisch gefüllt) oder Teig (Sawiwanez).
- Kiewer Kotelett – paniertes Hühnerfilet mit Kräuterbutterfüllung.
- Wereschtschaka – in Rote-Bete-Kwas geschmorte Schweinefleisch

### Feiertage
In den Dörfern wurden früher nur einmal im Jahr – und zwar zu Weihnachten – Schweine geschlachtet. Da es keine Kühlmöglichkeiten gab, wurde das Fleisch umgehend unter den Bewohnern verteilt und innerhalb von 10 Tagen verarbeitet. Aus dem Speck stellte man Schweineschmalz her, indem man ihn in einem Kochtopf erhitzte. Das Blut wurde zur Herstellung von Würsten verwendet. Am ersten Tag wurde aus dem frischen Fleisch oft Wurst und Schinken hergestellt und geräuchert, damit es noch viele Monate haltbar blieb. An Feiertagen werden besondere Gerichte zubereitet. An Heiligabend werden bei vielen Familien bis zu 20 verschiedene Speisen gekocht. Das Angebot reicht von Rübensalat bis zu Gänsebraten. Die Speisen werden auf einem großen Tisch angerichtet, wovon sich jeder Gast bedienen darf. Die Traditionen unterscheiden sich von Region zu Region leicht.

## Fleisch

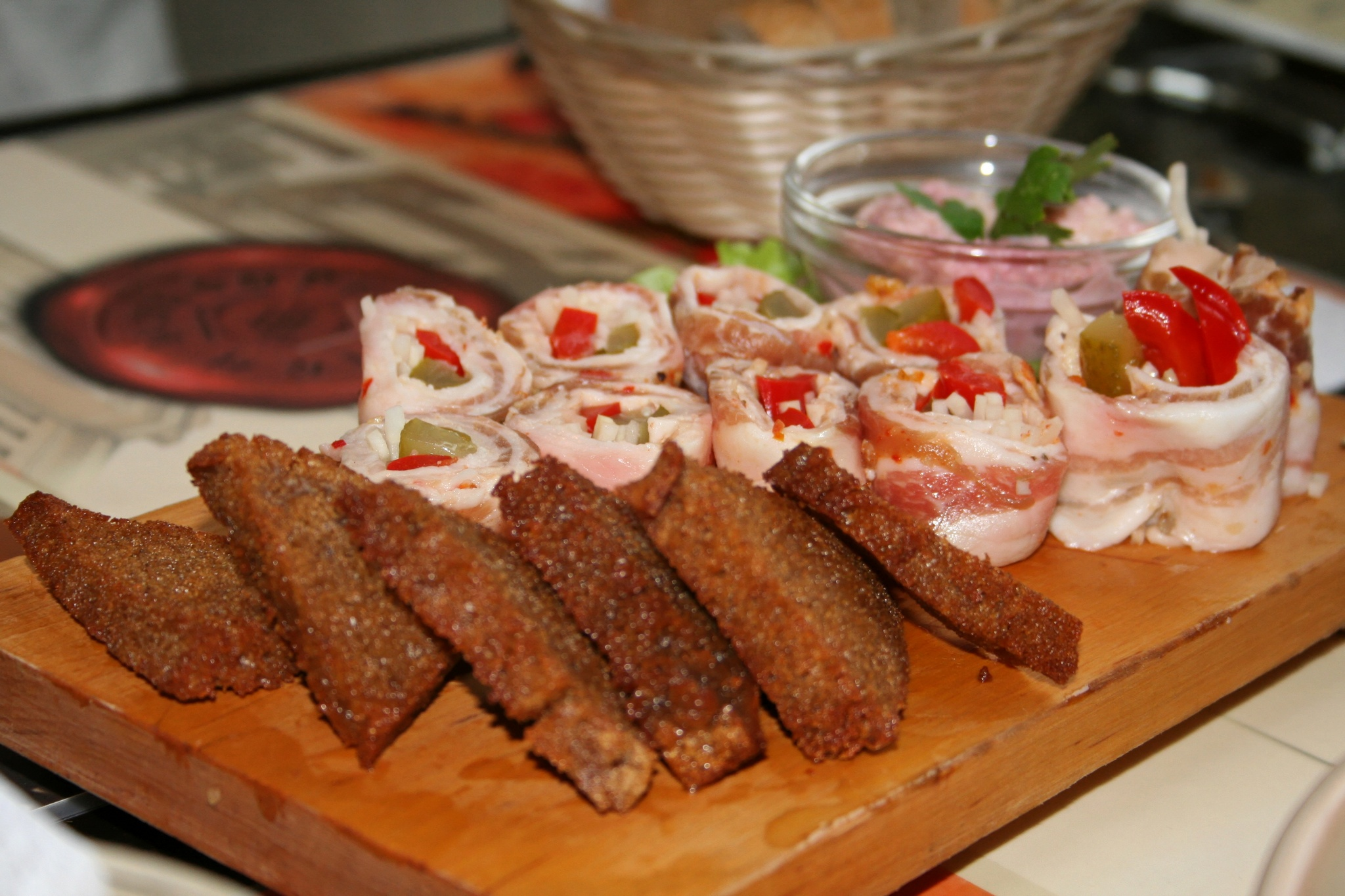
Speiseplatte mit Salo und Schwarzbrot

Fleisch spielt eine wichtige Rolle. Es wird vor allem Schweinefleisch benutzt, aber auch Rinder- und Hammelfleisch. Hühner-, Gans- und Entenfleisch sind ebenfalls beliebt. Kaninchen werden eher auf dem Lande verzehrt. Spezialität ist auch eine sehr rohe Blutwurst (Krowjanka), die am Tag nach der Schweineschlachtung zubereitet wird.

### Speck
Unter anderem sind die Ukrainer für ihre Liebe zum Schweinespeck (Salo) bekannt. Schon im 16. bis 18. Jahrhundert kochten ukrainische Kosaken mit Speck, um sich von den "andersgläubigen Muslimen" abzugrenzen. Dieser Speck entspricht nicht dem in Deutschland bekannten Speck mit Fleischanteilen, sondern besteht ausschließlich aus der weißen Fettschicht. Er wird in der ukrainischen Küche traditionell sehr häufig in verschiedenen Varianten eingesetzt: roh, gesalzen, gekocht, geräuchert oder gebraten. Oft wird Salo auch kräftig gewürzt und normalerweise zu Wodka genossen.

## Fisch

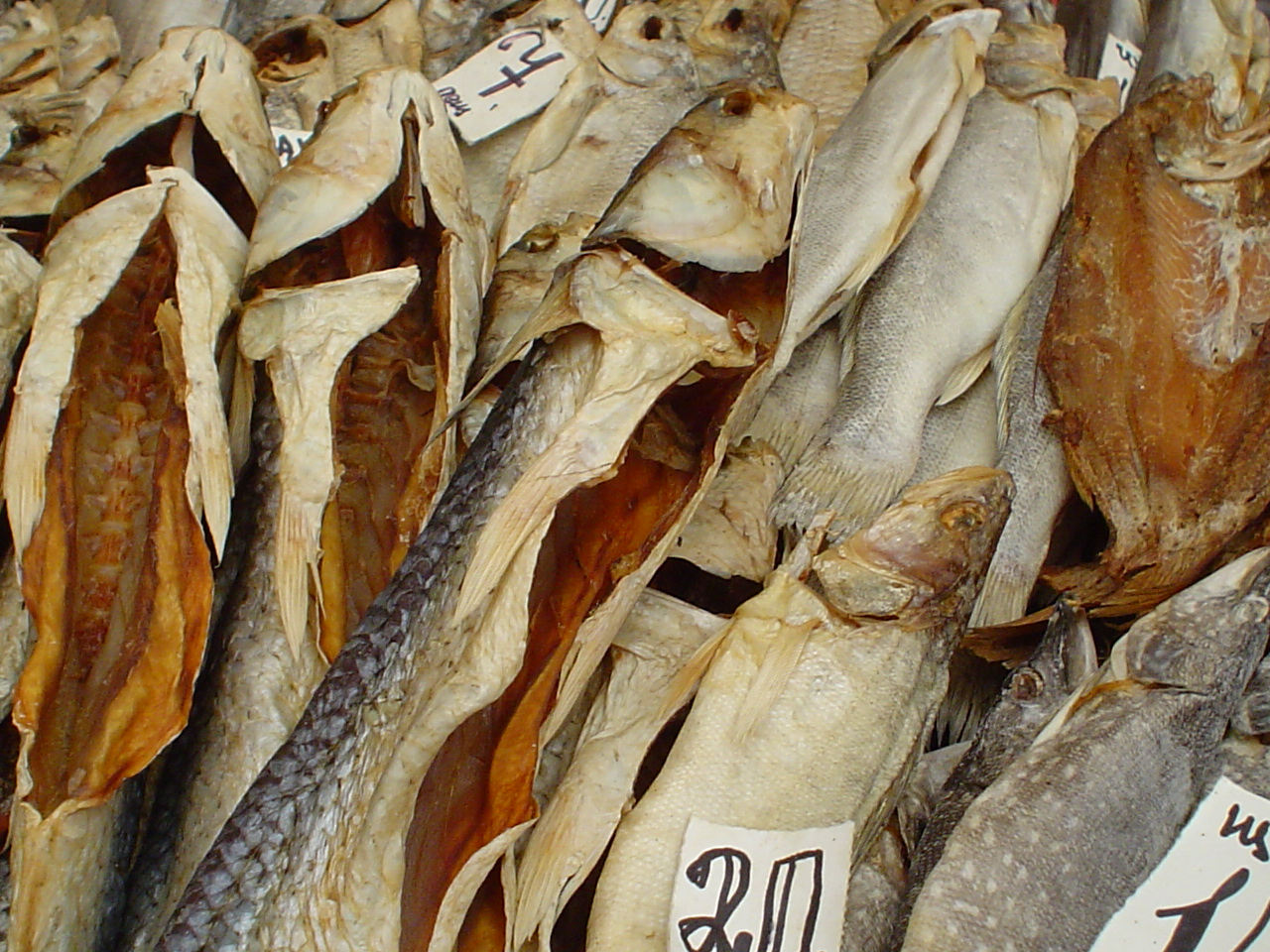
Getrockneter Fisch auf einem Basar

Beliebtester Fisch (Riba) in der Ukraine ist der Karpfen. Die Zubereitungsarten sind grenzenlos von gebraten über gekocht, in Aspik usw. Weitere beliebte Fische sind Dorsch, Hering und Lachs, aber auch die gesamte Breite der Süßwasserfische von Forelle, Wels, Zander, Hecht, Aal usw.
Die Filets können in Mehl und aufgeschlagenem Ei mehliert und anschließend in heißem Fett kurz ausgebacken werden. Besonders beliebt sind auch sehr salzige, in Buchenholz geräucherte Salzwasserfische, welche es mittlerweile auch schon in Deutschland, in Zeitungspapier umwickelt, in Russischen Shops (Russkij Magazin) zu kaufen gibt.
Am Strand werden häufig Snacks, aus getrocknetem Fisch (Taranka) sowie gekochten Schrimps (Kriwetki), gesalzen oder ungesalzen, meist zu einem Bier verzehrt.

## Gemüse
Neben Kartoffeln bildet Weißkohl das Hauptgemüse, gegessen werden jedoch auch viele weitere Gemüsesorten. Unterschiedlichste Salate sind sehr beliebt. Pilze werden auch oft verwendet. Auberginen werden in Scheiben geschnitten und anschließend gegrillt oder zu einem würzigen Brotaufstrich verarbeitet. Sonnenblumenkerne werden getrocknet, gesalzen, geröstet und als Snack gegessen.

## Beilagen

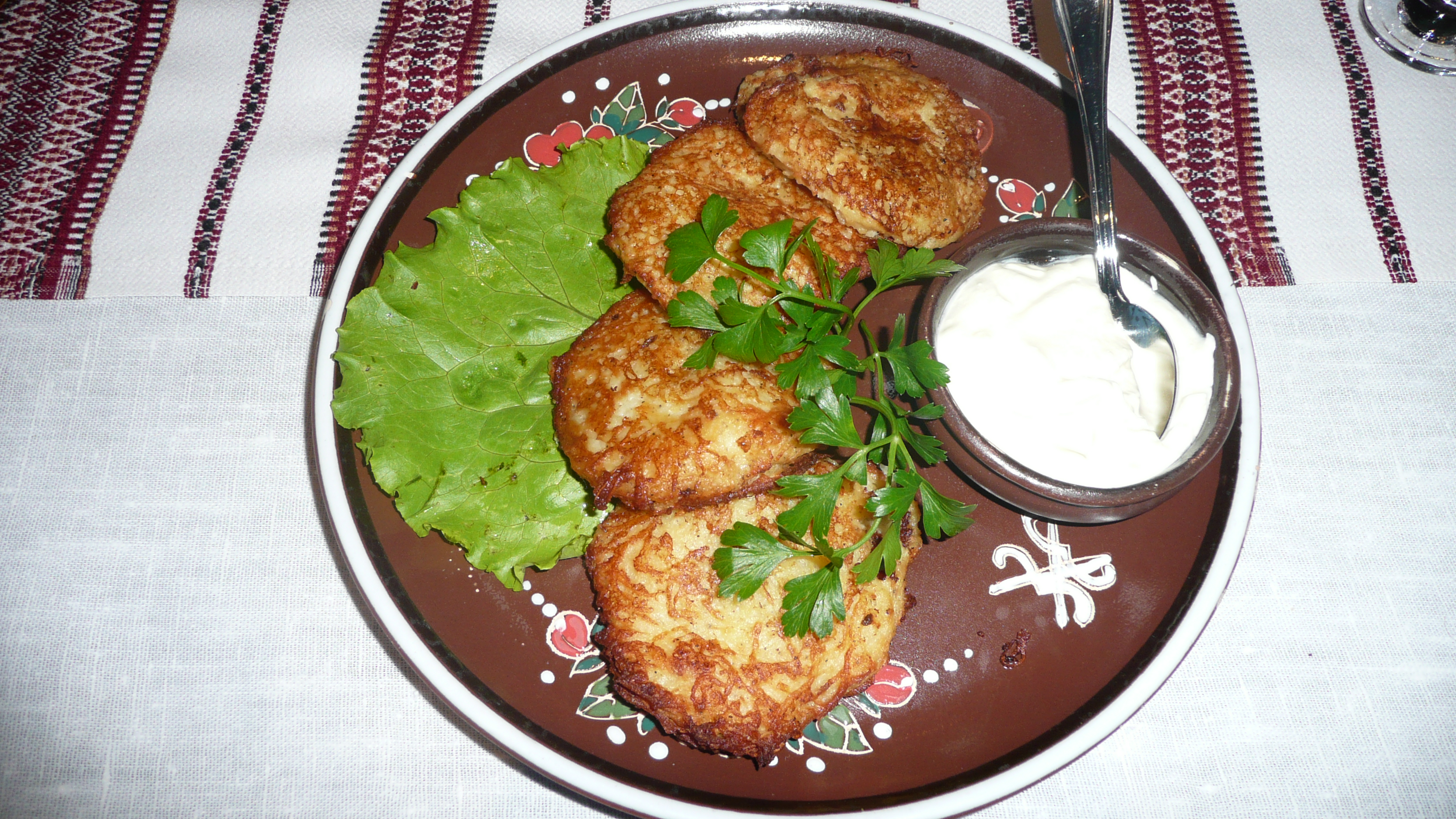
Deruny – Kartoffelpuffer, mit Fleisch gefüllt, in Saporischschja

- Kartoffeln werden in unterschiedlichsten Variationen verzehrt, beispielsweise Pell-, Salz-, Brat- und Petersiliekartoffeln.
- Unterschiedliche Teigwaren wie Nudeln und Knödel sind sehr beliebt.
- Brot wird praktisch zu allen Hauptgerichten serviert.
- Pfannkuchen bzw. Kartoffelpuffer (Deruny) werden in der Ukraine sowohl süß als Dessert wie auch als Beilage zu anderen Gerichten gegessen.
- Verschiedene Arten von Brei, z. B. aus Dinkel, Buchweizen

## Gewürze und Kräuter
Es sind vor allem Meerrettich und Senf beliebt, oft sehr scharf. Zur Verfeinerung wird häufig Dill verwendet (z. B. für Pilze, in Suppen oder auf Salat).

## Milchprodukte

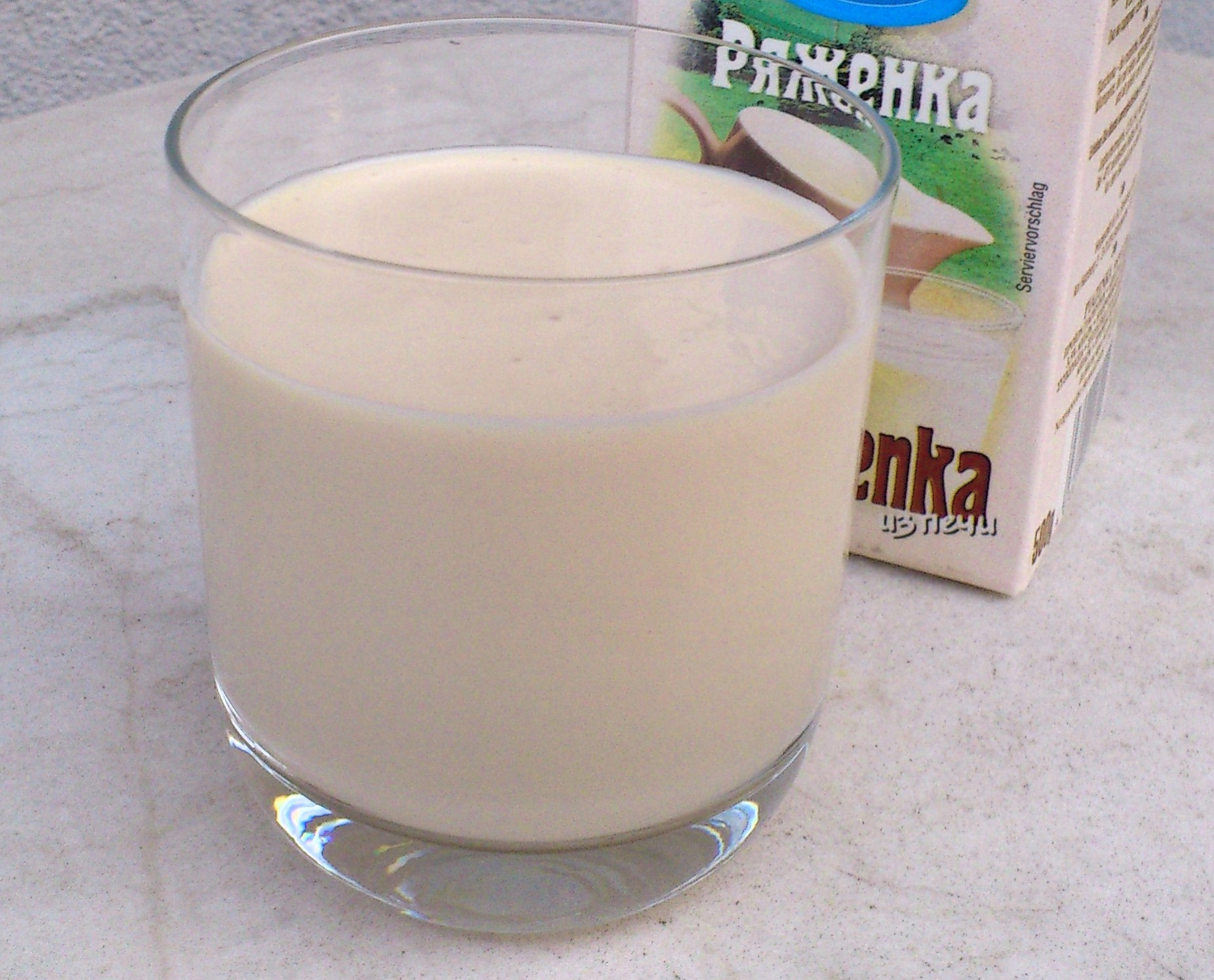
Rjaschenka

- Syr, ukrainischer Quark, ist von festerer Konsistenz als der deutsche. Er wird mit unterschiedlichen Beilagen wie Frühlingszwiebeln und Kräutern, Rosinen, Beeren oder Schokolade gegessen.
- Unterschiedliche Milchgetränke wie Kefir, Prostokwascha, Rjaschenka.
- Smetana (Sahne) ist ein wichtiger Bestandteil der ukrainischen Küche. Zu vielen Gerichten gehört ein obligatorischer Schlag als Abrundung.
- Joghurt wird gerne als Beilage zu Grillfleisch, Reis oder gegrillten Paprikaschoten gegessen.

## Eier und Mehlspeisen
Eier werden nicht nur als selbständiges Gericht gereicht, sondern mehr noch als unerlässliche Zutat für Mehlspeisen, Süßspeisen und Eierteigwaren verwendet. Charakteristisch für die ukrainische Küche ist die Vielfalt von Teigwaren. Bekannt sind vor allem Haluschky und Wareniki, das sind nationale Gerichte aus hefelosem Teig, welche mit den unterschiedlichsten Füllungen angeboten werden.

## Desserts

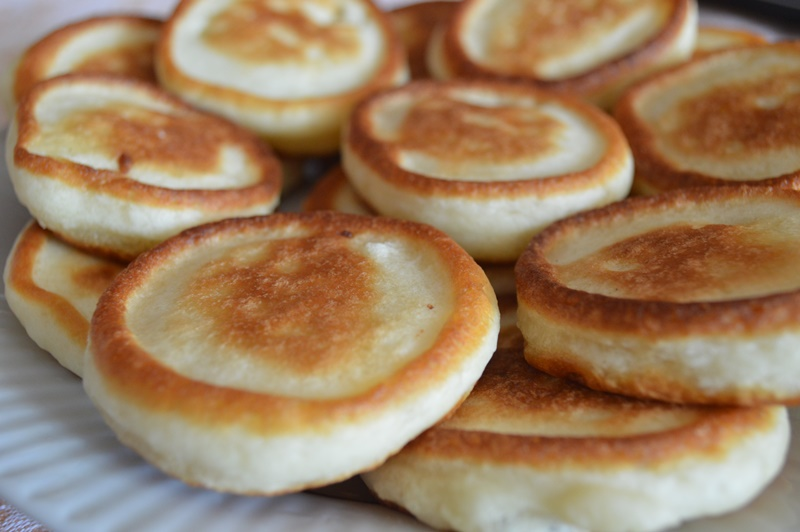
Oladky

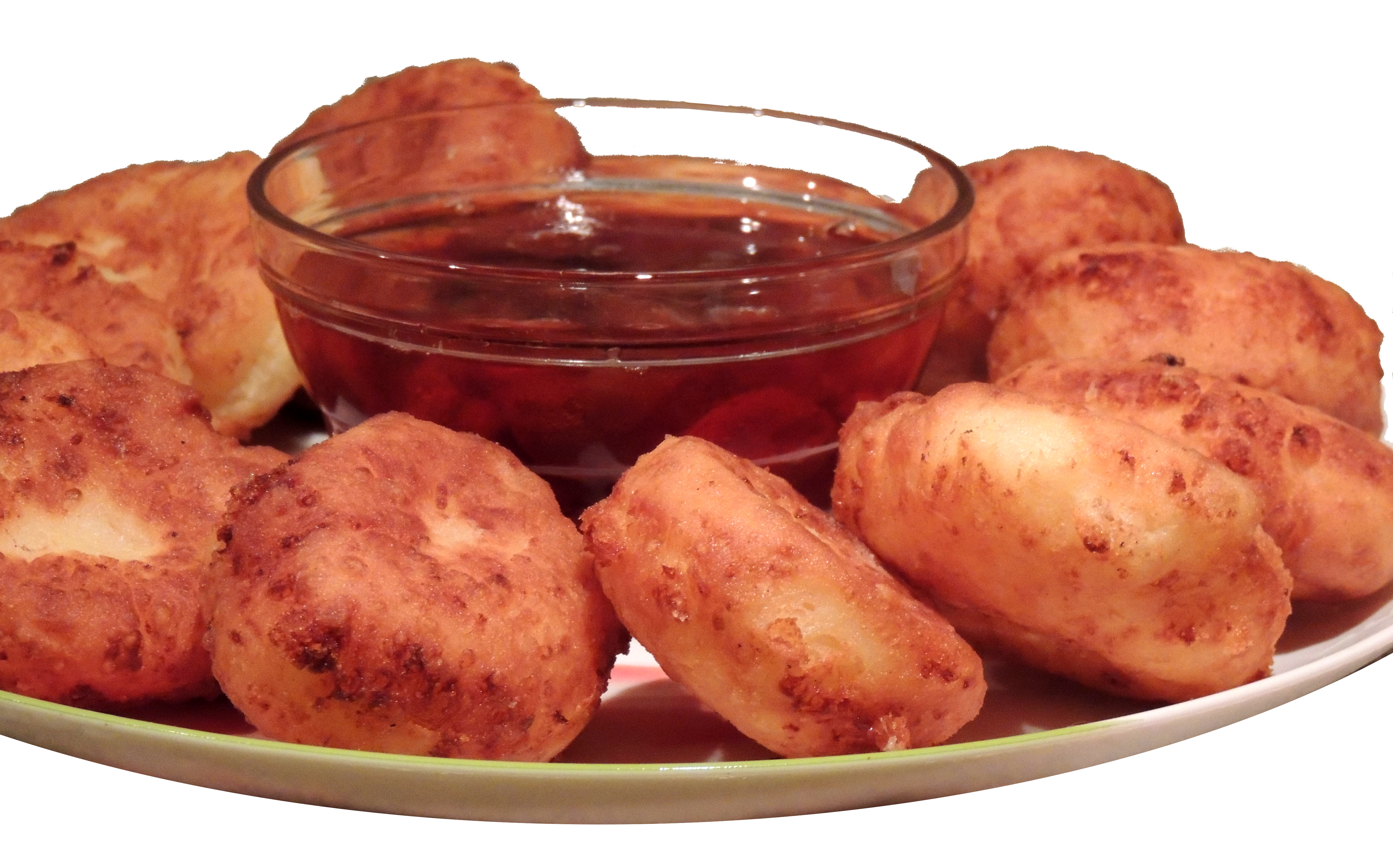
Syrnyky mit Warennja

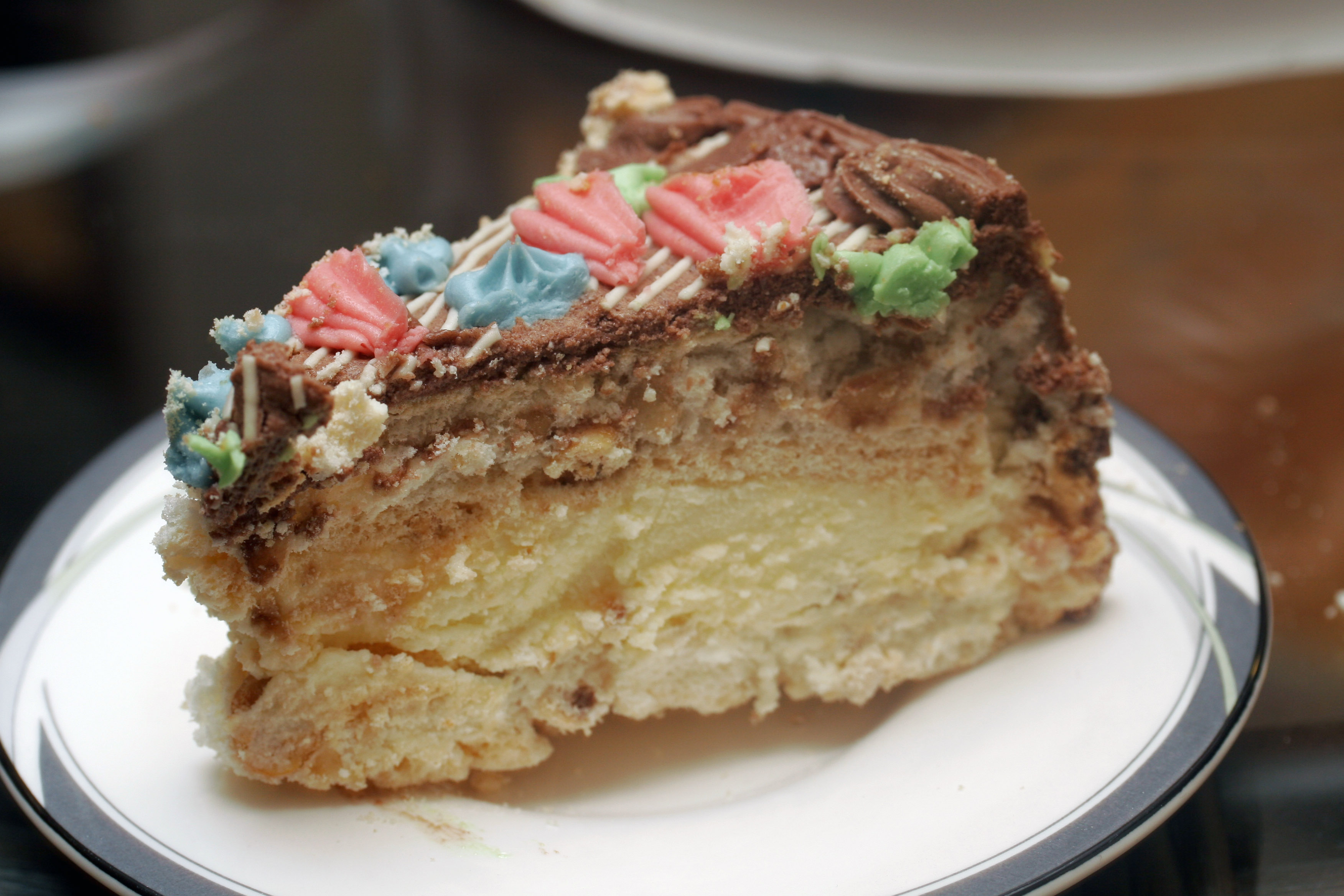
Ein Stück Kiewer Torte

Als Desserts werden verschiedene Sorten von Kuchen, Torten, Wareniki, frische und überbackene Früchte, Speiseeis und Quarkzubereitungen serviert. Wassermelonen und eingemachte Früchte wie Birnen oder Kirschen sind ebenfalls eine sehr beliebte Nachspeise. Traditionell werden die Speisen häufiger mit Honig als mit Zucker gesüßt.
- Mediwnyk – ukrainischer Honigkuchen.
- Pyrischky – kleine Küchlein mit verschiedenen Füllungen (z. B. Apfelmus, Pflaumenmus, getrocknete Aprikosen).
- Mlynzi – Pfannkuchen mit verschiedenen Füllungen.
- Oladky – dicke kleine Pfannkuchen.
- Syrnyky – Quarkbällchen.
- Tort – verschiedene Schichtentorten. Die populärsten sind Kiewer Torte, Prager Torte, Napoleon (Mille-feuille).
- Halva – Süßwarenspezialität, in der Ukraine überwiegend aus Sonnenblumenkernen hergestellt.
- Kiewer Torte – Buttercremetorte mit Meringues und Haselnüssen

Viele Arten des Feingebäcks sind noch aus der Sowjetischen Küche bekannt, z. B. Éclair, Baba au rhum, Kartoshka (eine Art Rumkugel).

## Neuere Tendenzen
Wie in allen europäischen Ländern wird vermehrt Fast Food konsumiert, u. a. Hamburger, Hot Dogs, Pizza und Döner (hier Schaurma genannt, vom arabischen Schawarma), sowie eher traditionell belegte Brötchen und Piroggen. Es gibt auch mehrere ukrainische Fast-Food-Ketten, die traditionelle Gerichte wie Borschtsch, Wareniki und weiteres anbieten.